# 和歌山大空襲
和歌山大空襲（わかやまだいくうしゅう）は、第二次世界大戦中アメリカ軍により行われた和歌山に対する一連の空襲の通称。規模が最も大きい1945年7月9日深夜から7月10日未明にかけて行われた和歌山県和歌山市中心部への空襲（戦略爆撃）を指すことが多い。

## 空襲の経緯

### 1945年7月9日以前の空襲
1942年4月、アメリカ軍による和歌山県に対する初めての空襲が、岩出町（現岩出市）や粉河町（現紀の川市）付近で行われた。
1945年1月9日、東和歌山駅付近を爆撃された。以降、8月14日までの間に10数回の爆撃が行われた。
また、和歌山県内各地でも、沿岸部の都市の港湾施設や石油関連施設及び内陸部の都市が同様な戦略爆撃や機銃掃射を受けていた。

### 7月9日の空襲
1945年7月9日17時頃、テニアン西飛行場を多数のB-29と1機の気象観測機が離陸し出撃した。21時10分、和歌山市全域と紀州沖に警戒警報が出され、ラジオはアメリカ軍機が熊野沖に飛来したことを報じていたものの、なかなか飛来しないため市民はやや油断していたが、22時25分に和歌山県全域に空襲警報が発令された。そして、22時30分には紀州沖海域にも空襲警報が発令された。23時頃、ラジオが「敵爆撃機、約250機、5群に分かれて紀伊水道を北上。淡路島上空で旋回し、1群は南東方面に向かった」と報じた。
アメリカ軍は高度10,200～11,600フィート（約3,100～3,500m）より和歌山市上空に進入し、23時36分に河西部の湊河口付近へ照明弾を落として、爆撃を開始した。その後、アメリカ軍は紀ノ川駅周辺を爆撃し、和歌山市駅、ぶらくり丁、和歌山県庁舎付近、和歌山市役所付近などに焼夷弾や油脂弾を落としたため、中心部はほぼ壊滅状態になった（7割が壊滅したとされることもある）。
市民は4,000坪の空き地になっていた旧和歌山県庁舎跡（現：汀公園）に避難していたが、そこを火災による熱風が襲ったため、そこだけで748人もの死者を出してしまった。また城北橋や中橋の下にあたる、市堀川の水中に逃げ込んだ者もいたが、満潮時であり多数の死者を出した。
翌7月10日1時48分に爆撃は終了し、2時30分頃にはB-29は潮岬上空から南方洋上へ去っていった。3時25分に空襲警報は解除された。
戦後、汀公園と城北橋付近には供養塔が、中橋付近には地蔵尊が建立されている。

### 被害
- 死者 - 1,208人
- 重傷者 - 1,560人
- 軽傷者 - 3,000人
- 行方不明者 - 216人
- 被災者 - 113,548人
- 焼失家屋 - 31,137戸

（7月16日の内務省警報局宛報告による）
アメリカ軍の記録には「和歌山市の建物密集地4平方マイルのうち52.5%を破壊。焼夷弾800.3トンを使用した」とあり、B-29搭乗員の記録にも「何回も大きな爆発と共に、いくつもの白い閃光が発生し、爆撃目標地点上空では乱気流が発生した。20,000フィートにも達する煙の柱をともなう猛烈な火災が全市で発生した」とあり、空襲の凄まじさが窺える。なお、死者数は1101人とする説、1400人とする説もある。

### 被災文化財
和歌山城焼失
7月9日の和歌山市の市街地に対する大規模空襲により、和歌山の象徴であった和歌山城が炎上の末に焼失した。城内には旧国宝の天守をはじめとする多数の国宝や建築物などがあったが、岡口門など数棟を残して全焼した。戦後の1958年に和歌山市民の熱意により天守は鉄筋コンクリート構造で外観復元された。
その他の被災建造物
- 松生院（旧国宝）
- 報恩寺

### 著名な被災者
- ジャニー喜多川 - ジャニーズ事務所創業者・社長[3]
- メリー喜多川 - ジャニーズ事務所名誉会長。
- 黒沢良 - 声優、ナレーター